# 湘南純愛組!
『湘南純愛組!』（しょうなんじゅんあいぐみ!）は藤沢とおるによる日本の漫画、およびそれを原作としたアニメ、実写ドラマ。「週刊少年マガジン」にて連載された。
「鬼爆コンビ」とよばれる鬼塚英吉・弾間龍二を主人公とした不良の物語で、続編に『GTO』がある。また、鬼爆の中学時代を描いた『BAD COMPANY』がある。作品当初はギャグありバトルありのラブコメディ路線であったが、すぐに不良ものの話が展開された。単なる不良ものではなく「男らしさとは何か」をテーマとしている。
2020年2月に、Amazonプライム・ビデオで実写ドラマとして配信された。

## ストーリー
不良の巣窟極東高校を締めていた鬼爆コンビは学校から退学通告を受ける。だがそれは自らによる偽装工作であり、今やおたく以下とされるヤンキーから足を洗い、パンピー（一般人）になる為の自主退学であった。2人は童貞を捨てる事を目標に、与論島でリゾートバイトを始める。
その後、辻堂高校に転入した鬼爆コンビはさまざまな不良たちから喧嘩を売られ始め、毎日を喧嘩で過ごしていく。

## 登場人物
- 声はOVA、演はVシネマ / Webドラマのキャストの順にあらわす。

### 主人公
鬼塚英吉（おにづか えいきち）
声 - 二又一成 / 演 - 宮下直紀 / 寛一郎
本作の主人公。童貞。金髪のリーゼントが特徴。通称『鬼の英吉』。
愛車は物語前半はカワサキ・バリオスからゼファー400、ゼファー750、中盤からゼファー1100のミッドナイトのカスタム仕様。極高を支配し、暴走族「暴走天使」を親友の龍二とたった2人で潰したなどの伝説を残す。転校先の辻高でも数々の激戦を繰り広げ、その名を湘南に轟かせるも、最後は龍二と共に湘南から去る道を選んだ。
続編である『GTO』では中学校の教師になり、主人公を務める。
弾間龍二（だんま りゅうじ）
声 - 堀秀行 / 演 - 山口祥行 / 金子大地
本作のもう一人の主人公。愛車はCBX400F(後にプロアーム仕様となる)。英吉同様、女性に縁がなかったが、次第に女性との恋愛シーン（鮎美、渚）が多く見られ結果的に童貞を捨てることになった。作者曰く、物語として英吉を俯瞰する目の役割｡イチモツの大きさは英吉より大きいスッポンモドキ。通称『爆弾龍二』。
神堂寺との一件以来、鮎美と付き合うようになるが、生徒と教師という立場の違いや様々な展開を経て失恋に終わる。後に長瀬渚と出会い、付き合うようになり、やがて童貞を捨てることに成功した。だが、それが童貞から卒業出来ずにいた英吉を激怒させるに至り、鬼爆解散の危機を招くことになった事もある。
家は金持ちだが、父親を始め厄介者扱いされていて（心を許せるのは姉のみ）、阿久津の事件を終えた後に追い出されることに。同じく家庭環境に疲れ、家出した渚と公園の廃バスの中で同棲し始めるが、渚の両親の通報によって廃バスは撤去されてしまう事になった。
また、渚という彼女がいながら、英吉と共に住んでいるボロアパートの隣にいる女のオナニーをロシア製ナイトスコープで覗き見しようとしたこともあったが、その女の正体はオカマであり、自らの陰茎を壁の穴に「フェードイン」してしまった結果、それに涎を垂らしたオカマにフェラチオされてしまった経験を持つ。さらにその光景を英吉達だけでなく、渚にも見られてしまい、学校でも噂になり、しばらくの間彼女に避けられている。
英吉と共に数々の死闘をくぐり抜けてきたが、過大評価されるようになってしまった自分達の伝説に疑問を感じた彼は英吉と共にその伝説に幕を降ろし、湘南から去った。
『GTO』では、専門学校卒業後にバイク屋の店主となった。この当時からは眼鏡を掛けており、髪型を長髪にして後ろで束ねている。
『GT-R』では主人公を務める。

### 主人公の近親者
英吉の母
英吉の母親。夫とは既に離婚の身である。女手一つで英吉を育てたが英吉の行動に度々悩まされており、頭痛の種となっている。男勝りに等しい気の強い人物であり、英吉やその友人達に臆することなく容赦無しに怒鳴り散らす。稼ぎはかなりいい方で、高級マンションに英吉と二人暮しである。
英吉や友人達が自分の家をゴミだめにした事に腹を立てていたが、友人に諭されて一度は許そうとする。しかし、自身に嫌味を言った隣人の息子にバンジージャンプを強制させた事から我慢の限界を迎え、最終的には英吉達を追い出した。
「GTO」に登場はしないものの、英吉本人の話によると、ハワイに在住しているとの事である。
弾間陽子（だんま ようこ）
演 - 松木美奈（Vシネマ）
龍二の姉貴。両親や義孝とは異なり、龍二の良き理解者である。渚との関係も普通に応援している。男との関係はかなり派手であり、「7股」もかけているらしい。
弾間義孝（だんま よしたか）
龍二の兄貴。姉とは対照的に、両親と同様、弟の龍二を常に馬鹿にしている。
長瀬渚（ながせ なぎさ）
声 - 林原めぐみ / 演 - 桂木亜沙美 / 山谷花純
元はお嬢様学校・藤沢女学院の生徒であった二重人格者。阿久津に拉致・レイプされた後、精神的ショックでその時の記憶を失っていた（なので自分が処女であると思い込んでいる）。
阿久津の登場により、一時は「夜叉」に人格を支配されたが、龍二の決死の説得によって渚の人格が夜叉に勝ち、夜叉は消滅。一時は意識不明の重体となったが、龍二の呼びかけで一命を取り留めた。
その後は龍二と恋人となり、廃バスの中で甘い生活を送る。両親に見つかり隔離された後も付き合い続けた。後に自身の経験を活かすためセラピストになる道を志した。
『GTO』では大学院で心理学を専攻し、龍二との関係も続いている。
夜叉（やしゃ）
声 - 林原めぐみ / 演 - 桂木亜沙美 / 山谷花純
阿久津の女である渚の別人格。愛車は黒のエリミネーター750。凶暴な性格の持ち主であり、阿久津の為ならどんな事も恐れない。目覚めた渚の人格によって消滅した。しかし、続編の「GTR」では、再び人格が現れるようになっているらしく、暴漢達相手に大暴れしていた。

### 湘南辻堂高校（辻高）
共学の普通校。進学率10%、就職率60%で、冴島らが入学できたところを見るとレベルはそれほど高くないようである。

#### 生徒
塚井強（つかい つよし）
声 - 山崎たくみ（1~2話）、森川智之（4話）/ 演 - 大空博人 / 三村和敬
真と共に最初に鬼爆の下に付いた男。江ノ島四中時代は仲条の下で幹部クラスだった。
筋の通らないことがあると英吉や冴島たちにも反抗するが忠義心は高く、根は生真面目な性格で血尿に苦しめられたこともある。喫煙をする描写も殆ど見られない。
伊藤唯に想いを寄せており、その気持ちを蔑ろにした英吉にタイマンを挑んだ。結局は敗れたものの、唯にその想いが届き、付き合うようになった。彼女の写真が入った定期入れを持ち歩いている。
「バック（後ろ盾）に○○がついている」などの虚栄を嫌い、窮地の際に鬼爆コンビや仲条の名前を出すことをしない。正反対な性格の克幸やヒノケンと反発するが、2人まとめてKOするなど腕っ節はなかなかのもの。
初期こそ小者の印象があったが、物語が進むにつれて独自の成長をしていき、英吉達にとっても信頼のできる仲間の一人となっていった。
『GTO』で冴島の語ったところによると、卒業後は陸上自衛隊に入り、唯と結婚したとの事。軽井沢の教会で式を挙げたらしい。その続編『SHONAN 14 DAYS』にて再登場し、英吉を手助けする。
伊藤唯（いとう ゆい）
声 - 椎名へきる / 演 - 小野花梨（Webドラマ）
冴島、鎌田と同じ鎌倉五中出身。中学時代はテニス部。英検4級を持っている。英吉の事が好きだったが、塚井の想いを知り、付き合うようになった。一応はヤンキーで、煙草を吸う場面もあった。昔は電話一本で「乗せてくれる」ことから「無線タクシー」と呼ばれていたらしいが、実は伊藤違いらしい。
『GTO』において、冴島の話によれば、塚井とできちゃった結婚したようである。
走真（はしり まこと）
声 - 林延年（現：神奈延年） / 演 - 前原瑞樹（Webドラマ）
塚井と共に最初は鬼爆の下に付いた男。タラコ唇とパンチパーマが特徴。中学時代からイジメられていた。元々は冴島のパシリであり、冴島の停学が解けた際には彼に逆らえず、英吉に仕掛けてしまうことになる。だが、勇気を振り絞って反抗し、英吉の危機を救った。時折、男を見せる事があるが、作品中、ハッタリが裏目に出たり、散々な目に遭うことが多かったりと、運に恵まれない事が多い。
喧嘩は弱いが、女性への気遣い等が得意であり、かなりモテる描写が多い。その分、女癖が悪く、何股もしている上に別れるということを繰り返しており、後にそれらの所業が身から出た錆となり、彼女の一人である真美が妊娠騒ぎ（実は本人の勘違いであった）を起こしたときには家の電話が鳴り止まなかった。
ちなみにイチモツの大きさは阿部のゾウガメを越え、ガメラ級である。しかし、本人は無自覚なようで、銭湯に来た際に英吉たちに誰のが一番大きかったかを訊いたときには英吉たちからとばっちりを喰らった。
Vシネマ版では不良ではなくオタクのような風貌になっている。愛機はJOGだが、物語後半からSP忠男仕様のZRX400になる。
阿部寛（あべ ひろし）
声 - 相沢正輝 / 演 - 小栗雅弘 / 高木勝也
北海道の三笠市から転校してきた男。ナンパを得意とする。数分で女を口説き落とすテクを持っており、彼女のストックはかなりの数。体験人数は100人を超える。
金目の物を体中に身に着けており、自身のイチモツ（大きさはガラパゴスゾウガメ）には真珠を詰めてある。それは「余裕」を見せつけて女にモテる彼のテクニックなのだが、そのために朝から新聞配達のバイトをするなど「ガマン」を重ねた上でのことであり、意外とも言える努力家である。その光景を見た鬼爆も、泣きながら自分達には無理である事を悟らせている。
第2次湘南戦争後にフェードアウトし出番は無くなった。愛機はCBX1000
『GTO』にて、冴島の話によれば、「数店舗の風俗店経営で成功したが、後に縮小し1店舗経営で苦労している」とのこと。また、その事によるストレスで髪の毛が薄くなり、インポテンツになったようである。ただし、冴島が鬼塚へ違法ビジネスの協力を求めたときの話であるため、大げさに言っている可能性も低くはない。
冴島俊行（さえじま としゆき）
声 - 成田剣 / 演 - 澤山雄次 / 奥野瑛太
鬼爆コンビが転校する前から辻高で幅をきかせていた『鎌倉の狂犬』の片割れ。
生まれた頃から悪人顔で、子供からは「人殺し」呼ばわりされ、親は正視できず、妹はチェーンロックをかけてドア越しでしかに会話してくれない（親族とは全く似ていない）。
停学が解けてからは鬼塚に挑むもKOされたが、後に行動を共にするようになった。
中学時代、自分をボコボコにしたグループの一人の丸山に、報復として鼻に尖ったエンピツを突っ込む「鼻エンピツ」を行ったが、神堂寺との抗争で逆に鼻エンピツされた。後に復讐しようとしたが、誤って自分に鼻エンピツをしてしまい入院することに。
嘉手納の教育によりクラスメートが成績を上げていく中で、彼だけはまるで成績は上がらず、テストの点数は1点という有様だった。
鎌田が渡米した後に、自分の顔の怖さが目立たないようにと考え、オタクから強奪したレア物セーラームーンフィギュアを餌に「極沢うさぎ」とコンビを組んだ。が、極沢の戦闘におけるあまりにもの凄まじさから、次第に恐れをなし、南野と警察沙汰になるほどの壮絶な激戦を見た結果、耐えられなくなった様で、自然解消となった。
イチモツの大きさはエロンガータリクガメ。
『GTO』では警官となって登場。『井の頭ガーゴイル』では主人公を務める。
鎌田純（かまた じゅん）
声 - 檜山修之 / 演 - 伊島空（Webドラマ）
冴島と共に「鎌倉の狂犬」として恐れられた。日米のハーフであり、冴島と違ってモテる男で、ファンクラブも存在する（彼の転校が決まった際は、「学校中の女が泣いた」ほど）。しかし、殺人的な顔の怖さを持つ冴島がそばにいるため、誰も彼に告白できずにいた。
銭湯に入った際、陰毛が生えていない事が判明し、英吉にウナギと揶揄されバカにされていた。弟がいる（下記参照）。
冴島と共に鬼爆に仕掛けたが龍二の逆襲に遭い、鬼爆の強さを認め、以後行動を共にするようになる。
かつては米軍の居住区に住んでいたが、ナツの事件の後、鎌倉に引っ越し、その事件を境に荒れ始めた過去がある。
ナツの死後、彼の夢を引き継ぎ、ギター片手に渡米した。愛機はスティード（横浜騎兵のメンバーと抗争中に焼失）
藤崎志乃美（ふじさき しのみ）
声 - 平松晶子 / 演 - 佐藤忍 / 森田望智
英吉より1つ年下。韋駄天レディースのメンバー。中学2年生の4月時に英吉の住むマンションに引っ越してきて英吉の妹分となっていたので、英吉の事が好きだった。当時は太っていたが、高校入学時に美人に。持病の喘息を克服するために空手を習っていた事があったおかげで腕っ節が強く、中2の5月頃にスカートを長くしていたのを同級生のスケバングループ8人に喧嘩を売られるが、逆に叩きのめし周囲から伝説として名をあげる。その後、中学校在学時に韋駄天に入隊している内容が描かれている。また、アンパンで気狂いしていた4人のレディースをも叩きのめしてしまうが、仲間の族達に返り討ちにあった所を英吉に助けられる。基本的には純情な女の子。韋駄天の3代目総長・武沢明にレイプされ彼と交際を強要されていたが、英吉と再会し、気持ちが揺れることに。武沢が韋駄天を去った後に別れ、自分を変えるため金髪にした。
英吉の事が好きなのは確かなのだが、素直になれずにいた。『GTO』にも登場し、野村朋子のメイク担当となった。「SHONAN 14DAYS」編では養護施設にて英吉と再会を果たす。
津元克幸（つもと かつゆき）
声 - 森久保祥太郎 / 演 - 岡田秀樹 / 高尾悠希
中学時代は目の合った相手を殴ることから「メデューサ」と呼ばれ、何度か英吉に喧嘩を売ったこともあったが、返り討ちに遭い、後に英吉を慕うようになった。幼い顔つきを英吉に指摘された時にはカッターで自分の顔を刻んだ事がある。英吉達鬼爆が全国制覇する事を本気で信じており、余計な騒動のきっかけを何度も作っている。
幾多の喧嘩で名を売り、そして自分のチーム「KT（敬帝）部隊」を率いて辻堂高校に入学。江ノ商の田村とは第2次湘南戦争以来因縁となり、幾度と無く衝突している。
終盤に至っては、鬼爆が欲していたロシア製ナイトスコープをかっぱらい、勝手に鬼爆名義で暴走族グループの「闇皇帝」の頭の家に大きな石を投げ込んで喧嘩を売ったり、挙句の果てには鬼塚親衛隊「ゴブリンズ」を結成して火野率いる爆龍隊「ドラゴンファイヤー」と乱闘を引き起こすなど、つくづくはた迷惑な騒動を起こし続け、遂に鬼爆引退の引き金を引いてしまった。愛機はゼファー400。
『GTO SHONAN 14 DAYS』にて再登場し、塚井とともに英吉を手助けする。このとき、上記の事件を反省したのか、性格が冷静になった。
ヤスオ
克幸の仲間で、KT部隊の一員。英吉と龍二を鬼爆と知らずに喧嘩を売った（コンビで鬼爆だという事を知らなかった）。克幸がロシア製ナイトスコープを強奪しに向かった際には、パクられてしまったようである。
金髪である。
あつし
克幸の仲間で、KT部隊の一員。赤髪のリーゼントヘアーが特徴。悪鬼夜行の事件に巻き込まれ重傷を負った。克幸と共に負傷しながらも、ロシア製ナイトスコープをかっぱらっている。
三草（さえぐさ）
克幸の仲間で、KT部隊の一員。パンチパーマが特徴。志乃美に想いを寄せていたが、あえなく失恋。
英吉のクラスの中では、成績はいい方のようで、漢字の書き取りテストでは1番だった。
北村（きたむら）
克幸の仲間で、KT部隊の一員。前髪を垂らしたリーゼントヘアーが特徴。仲間と共に冴島、鎌田に喧嘩を売って返り討ちに遭う。
三田村春樹（みたむら はるき）
克幸の仲間で、KT部隊の一員。
榊阿修羅（さかき あしゅら）
突如英吉に喧嘩を売ってきた男。自称「北の将軍」。
「サンドバッグ榊」と呼ばれる父親の血を引いてるせいか、異常な程に打たれ強く、そのうち相手が疲れて帰ってしまう。その上思い込みが激しく、自分が勝ったと思い込み北海道制覇したと勘違いしていた。
後に辻堂高校に転入し、英吉らを悩ませていた。
田丸善男（たまる よしお）
演 - 西嶋大明（Vシネマ）
イジメられっ子。カツアゲされていたが、英吉に助けられ憧れを抱くようになる。
他界した祖父から形見であるトランクを貰ってから、変わりたいと願うあまり、別人のように凶暴さを見せる事になり、中身の南部十四年式拳銃を武器に、悪鬼夜行事件の首謀者となった。最後は英吉に追い詰められ発砲したが拳銃が暴発して重傷を負い、姿を消したが、鬼の噂は田丸の失踪後も続いている。
愛車はover racing仕様のXJR1200。
蒼樹真冬（あおき まふゆ）
亡き兄の敵を討つため、ビッグウェーブ「アイリーン」に挑むサーファー。
英吉と衝突する事が多く、喧嘩をする場面もあった。喧嘩も強く、拳圧だけで克幸に大量の鼻血を出させた事があった。
努力家でもあり、宅配便やテレクラのティッシュ配りなどいろいろなバイトをしていた。愛機はヤマハRZ350。
清間（きよま）
超能力の使い手として他校からも恐れられていた。毛呂尾拓によれば数々の恐ろしい超能力を持っているらしい。
自分の意志で風を起こす事が出来、その能力で女子生徒のスカートをめくったりしていた。冴島が弟子入りを志願しようとしたが、絡んできた不良のボタンを弾き飛ばしただけで終わった。
毛呂尾拓（もろお たく）
清間が超能力使いである事に注目し研究している男。「清間が力を使えば何人もの人が死ぬ」と大袈裟な仮説を立てたが、事実の判明と共に鎌田達にヤキを入れられそうになっている。
森國光（もり くにみつ）
終盤で辻高に押しかけ入学してきた新入生。英吉の親衛隊となる為に学校に放火する等したため、結果的に鬼爆に引退を決意させてしまうことになる。実は克幸の後輩で中学時代は野球部だった。
冴島らの取り巻き（さえじま-とりまき）
何人かいるが全員本名不明。黒髪のリーゼントやパンクヘアーの金髪など多数いる。真を利用して英吉を集団で攻撃したり、龍二を監禁し、暴行を加えるが、冴島や鎌田と共に敗れ、以降は鬼爆や冴島らの下に付いた。黒髪のリーゼントの男は塚井に龍二監禁の情報を探るため、ビール箱で思いっきり叩かれたり、パンクヘアーの金髪は鬼爆の下に付いたことを良いことに調子に乗った真に殴られたりと時折、散々な目に遭っている。

#### 教師
村越鮎美（むらこし あゆみ）
声 - 鶴ひろみ / 演 - 中山忍 / 柳ゆり菜
英吉と龍二が辻高に転校する前に、与論島で英吉と龍二にナンパされ、女子大生と偽っていた。龍二とは肉体関係を持ちそうになったが未遂に終わった。
しばらくは微妙な関係が続いたが、神堂寺との抗争後、龍二に想いを告げられ結婚を決意。しかし、龍二との結婚話で両親とケンカになった。後に自分に龍二は不相応と考え教師を辞め故郷に帰ってしまったが、本作の中盤では神奈川に帰ってきて、幼稚園の教師を務めていた。後に龍二と再会するが、過去と決別し別々の道を歩む事になる。
出雲真理子（いずも まりこ）
声 - 勝生真沙子 / 演 - 森山祐子 / 吉田志織
鮎美の親友であり、同僚である。ヤクザの娘で、鮎美と与論島に行ったところを、英吉と龍二にナンパされた。英吉と肉体関係を持ちそうになったが未遂に終わった。また昔、嘉手納南風が頭だった紫煙というチームに入っていて、嘉手納に憧れていたようだ。嘉手納には「マーコ」と呼ばれる。作中では髪型が変わる事が多い。学園の教師・生徒の噂をよく耳にしており、「鎌倉の狂犬」や南野の噂を英吉たちにしばしば情報を教えることが多い狂言回しとしての役回りが目立つ。
南野用高（みなみの ようこう）
演 - 神威杏次 / 真壁刀義
留年した英吉たちの担任になったスキンヘッドの男。不良たちを集めたクラスを更生させるために派遣された。実戦空手五段で「熊殺しのケンシロウ」の異名を持ち、身体には北斗七星の模式図が描かれている。関東代表にまでなった事もあるが、暴力沙汰でその世界からは追放されている。
大人数の機動隊を物ともしない等、本作でも1,2を争う最強の男だが、龍二がタイマンを挑んだことをきっかけに英吉達が真理子から入手した情報により、東京の憂神学園小学校で女生徒（みよちゃん<仮名>）とお医者さんごっこをして警察に見つかり問題を起こして辞職して2年間身を隠していたという極度のロリコンであることがバレ、タイマン本番前に龍二を萎縮させる行為をして時間を与えてしまったことが災いして、英吉達にロリコン趣味のグッズを突きつけられた上に連れてこられた当時の被害者「みよちゃん」を目前にされ弱みを握られてからは逆らえなくなり、龍二とのタイマン本番ではわざと負けるという醜態を晒す破目になった。その後はパシリにされたこともあり、後に極沢との乱闘が原因で警察に追われる身となってしまい、逃亡中に龍二を襲おうとするが、重機に踏み潰されて以降の消息は不明。
嘉手納南風（かでな なお）
声 - 根谷美智子 / 演 - 立河宜子
南野用高に代わり、英吉たちの担任になった教師。英吉・龍二が住んだオンボロアパートの「となりのとなりのねーちゃん」で、超ミニスカートを履き犯罪的な色気を振りまく。前に不良高校で受け持ったクラス全員を東京六大学に合格させた実績を買われて高給で雇われ、クラスの成績を上昇させた。背中には聖母の刺青がある。
昔は紫煙の頭をしていて、「パープルヘイズのマリア」と呼ばれ、「ラストシグナル」というレースで伝説的な存在だった。愛車は紫のケンメリ。また、過去に真樹京介との接点があり、その姿を英吉と重ねていた。
相手が弟と知らず、「ラストシグナル」で争った時に、弟が事故で植物状態になってしまったようで、自宅で弟を介護出来る装置を医療コーディネーターから買うために教師をする傍ら、高級クラブで働いたりしていた。
尚、『GTO』のアニメ版に森高尚子に代わり、保健室の先生として登場し、教師となった英吉とラストシグナルで対決した。彼女の登場によって本作品とアニメ版『GTO』との矛盾が生じている。
毒大時有恒
声 - 青森伸 / 演 - 中尾彬
辻堂高校校長。
鎌倉殺戮部隊になりすました南野用高に金属バットで脳天を直撃されたり、南野用高と「極沢うさぎの怪獣大決戦」に巻き込まれ、南野用高のひじ討ちを喰らい絶命 （?）したり、最後まで散々な目に遭った。
演じた中尾彬はドラマ『GTO』にも内山田ひろし教頭役として出演した。

### 湘南極東高校（極高）
卒業生の大半が"組"にスカウトされているという噂がある不良校である。かつては鬼爆コンビが頭にいた。鬼爆転校後は転入してきた神堂寺が頭についた。のちに、鬼爆を守る。
神堂寺 郁也（しんどうじ ふみや）
声 - 演 - 松下一矢 / 水石亜飛夢
ロン毛にサングラスで登場。鮎美の婚約者の弟で、鮎美とも親しかった。しかし、兄は事故で逝去。愛機は兄の形見であるV-MAX。
極高に転入し、先輩10人ほどから袋叩きにされたが、そのトップグループを逆らえないほどに復讐したため、事実上学年のトップにたった。
仲間の丸山が、冴島に行った「鼻エンピツ」の報復を「甘い」と言い、冴島が鼻に鉛筆を入れた状態から頭を踏みつけるなど常軌を逸している一面もある。
辻高と戦争状態に入り、英吉を一度病院送りにし鮎美を拉致したが、バイク対決で龍二に負け少年院に入った。
少年院から出た後に、阿久津の脱走を手助けした。自分より強い奴（龍二）以外の名前は覚えない性格。
自称「料理の名人」であり、シチューが得意らしい。
『GTO SHONAN 14DAYS』では、芸能プロダクションに就職しており、携帯電話を通じて英吉に情報提供をしている。
WEBドラマでは極高の生徒ではなく、ヤンキー狩りを繰り返すチーマーのヘッドという設定。
大坪（おおつぼ）
声 - 古澤徹
極高3年のリーダー格。神堂寺が起こした抗争の事で英吉らに謝罪した。
筋が通っている性格で、ケガをしている英吉と大久保のタイマン勝負を提案したり、大久保の罠にはまった英吉を助けるために仲間を集めた。
第2次湘南戦争の際は、単独で暴走天使に殴り込みをかけた英吉の手助けとして、阿久津と合流する集団を攻撃していた。
朝倉良明（あさくら よしあき）
声 - 結城比呂
神堂寺の下にいたが、抗争終結後、負けた事を面白く思わず、大久保に鬼爆討伐を依頼した。
それがキッカケで大久保に依頼料の100万円を貢ぎ、恋人である奈津美を渡すことになった事を後悔した。
大久保が負けた後、奈津美を妊娠させ、2人一緒に生活するために街を出て行った。
大久保光明（おおくぼ みつあき）
声 - 江川央生
元「曼荼羅」特隊。「エグリ屋」大久保と呼ばれる。殺人で少年院に入っていたと思われていたが、英吉に追い込まれた際、ハク付けのために仲間の罪を被っていただけだったと語っている。
極高に顔を利かせ、ヤクザとのつながりもある。かつて中学時代の英吉にケンカを売られ、英吉を恐怖に陥れた。
とにかく卑怯な性格で、相手の弱みに付け入り、勝つための手段を選ばない。英吉にも罠にはめたが、キレた英吉によって顔の形が変わるほどボコボコにされた。
今井浜吉蔵（いまいはま よしぞう）
鬼爆の舎弟で、1年のリーダー。進学を目指している。
担任の命令で仕方なく、床屋で坊主にしようとしたが、一緒に床屋に入った英吉が髪を剃られてしまった事がある。
神堂寺の一件において英吉らに神堂寺の情報を提供した。
丸山（まるやま）
演 - 木田佳介 (WEBドラマ)
神堂寺の仲間の1人。中学時代、冴島に「鼻エンピツ」をされ、現在もその傷跡が残っていた。後に冴島に「鼻エンピツ」の報復をしたが、冴島から食らったものとは違い、「鉛筆を折って、その折れ目を鼻に入れる」程度で済ませたが、神堂寺から「甘い」と酷評される。
WEBドラマでは神宮寺が率いるチーマー達のナンバー2という設定。

### 江ノ島商業高校（江ノ商）
不良校で進学率ゼロ、就職率7％。仲条が1年生でありながら1ヶ月で手中に収めた。
仲条國士（なかじょう くにと）
声 - 森川智之 / 演 - 近松仁（Vシネマ）
かつては2代目暴走天使の江ノ島支部を治めていた。名前自体は序盤から出ていたが登場したのは中盤。愛車はバーフェン仕様のS-30フェアレディZ。塚井の中学時代の先輩である。
中学時代は塚井を気に入っていたらしく、他の元江ノ島四中四天王は塚井を妬んでいたようである。
怪力の持ち主で、パンチで相手を何メートルも飛ばしたことがあった。
悪鬼夜行との一件で鬼塚を疑い一戦交えたり、鬼爆が闇皇帝と乱闘騒ぎを起こした際に田村と共に名前を騙られて小競り合いを起こしているが、なぜか互いに冗談を言い合えるほど仲が良いのが作中でうかがえる。
横浜騎兵との抗争時は韋駄天と殺戮部隊に顔を利かせ、まとめて指揮するなど統率力が高い事がうかがえる。
田村亜希光（たむら あきみつ）
声 - 藤原啓治 / 演 - 松井薫平（Webドラマ）
鎌倉殺戮部隊の初代特隊で警察に危険人物としてマークされている。愛機は（一度しか登場しないが）FX400R。登場時は克幸を苦しめたが、後に互角となり天敵となった。第二次湘南戦争後も幾度と無く対決しているが克幸と共に横浜騎兵に病院送りにされて以来多少仲がよくなっている様子。克幸からは「クチビルゲルゲ」と言われている。
第二次湘南戦争後は仲条と共に行動するようになり、仲条も信頼を置いているようである。
『GTO SHONAN 14DAYS』では、既に現役を引退している身であるらしいが、弟が鎌倉殺戮部隊の2代目特隊として登場。兄を病院送りにした事のある鬼塚に襲い掛かるが、一撃で倒された。
神島俊生（かみしま としき）
声 - 松本保典 / 演 - 戸井勝海 / 東啓介
かつては2代目暴走天使の稲村支部を治めていた。
湘南戦争で阿久津に重度の火傷を負わされた。
第二次湘南戦争では鎌倉殺戮部隊を率いて阿久津に挑んだが、全身大火傷を負わされ入院した。阿久津が英吉に追い詰められた際、瀕死の体で病院を脱走し、阿久津にナイフを刺して海に突き落とした。
その後は精神病らしきものも患い、入院し続けているようである。愛機はGPZ900R。

### 暴走天使（ミッドナイトエンジェル）
真樹京介が結成した走り屋チーム。後に巨大化し、2代目の頃には最強の武闘派として恐れられた。かつては鬼爆もそのメンバーであった。
真樹京介（まさき きょうすけ）
声 - 渋谷茂 / 演 - 竹内力 / 大東駿介
暴走天使初代総長。愛機は紅蓮のZII。「音速野郎（スピードキング）」と呼ばれ伝説的な存在。強力なカリスマ性を持ち、地元では「極悪」と言われた男達を束ねて、走り屋チーム「暴走天使」を結成。結成当時は10人程の少人数チームであったのを軍隊並に大規模なチームにまで成長させた。本作中では（『GTO』や『BAD COMPANY』でも）、隠れている目が出てくる事はなかった。
自分がチームから引退した後、阿久津率いる二代目暴走天使が自身の目指していた「走り屋」とかけ離れ、「暴走族」となって巨大化する事を憂い、「暴走天使を二度と走（ハシ）らせるな」という言葉と共に、英吉にマトイとZIIを託した。鬼爆が、阿久津が逮捕され暴走天使から離れた後の三代目暴走天使を潰したのは、それが他ならない京介の"遺志"であったためである。
英吉・龍二・仲条・阿久津には、今でも憧れられている存在だったが、バイク事故で死去。阿久津はこの時少年院にいた為に真樹が死んでいた事実を知らなかった。
阿久津淳也（あくつ じゅんや）
声 - 子安武人 / 演 - 金田浩樹 / 吉村界人
暴走天使二代目総長。愛機はZII仕様のZ750FX『GTO SHONAN 14DAYS』では 日産・フェアレディZ(Z34)。第一次、第二次湘南戦争を引き起こした張本人。
湘南戦争の頃、渚を誘拐・監禁・集団でレイプし、阿久津の女となる二つ目の人格「夜叉」を誕生させた張本人。江ノ島ゲート事件において神島を焼き殺そうとし少年院に入れられた。この間に暴走天使の変わり様を憂いた京介の意志を受けた鬼爆によって、三代目を中心とする暴走天使は壊滅させられた。
その2年後、少年院から出て再び暴走天使を結成し真樹が纏っていた初代総長のマトイを探す。神島を再びガソリンで焼き殺そうとするなど第二次湘南戦争で暴走天使の中核となって暴れまわったが、自身が少年院にいる間に真樹が死んでしまっていた事実までは知らなかった。
英吉や加勢に加わった極高、暴走天使初代幹部らの手によってチームを壊滅させられ英吉とバイクでの勝負にも負け、少年院に戻る事になった。
暴走天使解散から数ヵ月後に神堂寺の手引きによって少年院から脱走。メタル入りのDr.マーチンを履いている。柏屋、ジョーイと面識がある。
持ち前の冷静さからか最終回ではおいしい所を持っていった。
『GTO SHONAN 14DAYS』では深夜の国道134号線で少女を捜索している英吉と合流し、情報を提供している。
魅堂寺学（みどうじ まなぶ）
演 - 的場浩司（Vシネマ）
初代特隊。普段、色眼鏡をかけているせいか恐い容姿である。度々、昌美との交流はある模様。
阿久津から恐れられていた事からかなりの実力者である事が推測される。
2交の隊長である江夏とは現役時代にかなりの因縁があったようで、彼の事を「夏ミカン」と呼んでいる。
佐藤昌美（さとう まさみ）
声 - 岩永哲哉 / 演 - 正村三郎 / 山崎裕太
鬼爆に慕われている板金屋の倅。初代暴走天使の幹部で、京介の愛機であるZIIを保管していた。第2次湘南戦争の後も必要に応じて英吉に引き渡した。
預かっていたヤクザ（横川）のベンツを鬼爆に勝手に持ち出されたり散々な目にあってもいる可哀想な人。
普段から鬼爆のバイクの整備をしているようである。
高田（たかだ）
演 - 木村圭作（Vシネマ）
暴走天使三代目特隊。三代目の特隊だった事は後になって判明。
鎌倉出身で鎌田との面識もある。
山岸アキラ（やまぎし）
元・暴走天使三代目総長。鬼爆によって暴走天使を壊滅させられた。
現在は暴走族から足を洗い妻持ちで車の整備士を営んでいたが、初代総長である真樹のマトイを狙っていた二代目総長の阿久津に狙われて重傷を負わされる。

### 神奈川県警
江夏（えなつ）
演 - 岡田義徳（Webドラマ）
魅堂寺からは「夏ミカン」と呼ばれる。第二交通機動隊隊長で、暴走族からは危険視されている（それは克幸も逃げ出すほど）。
暴走族の性質の悪さをよく知っている為か、暴走族相手には一切の妥協をしない主義。第二次湘南戦争中は、テロリスト鎮圧用の放水車を出撃させたり、捕まえた暴走族に対し拷問まがいの尋問を行う等容赦がなく、過去にそれを理由に停職をくらった事が何度もある。
毛利（もうり）
少年課の刑事で、横浜騎兵の動きを探っていた。仲条と面識があり、湘南戦争に関わっていたようである。
島村（しまむら）
少年課の刑事で、英吉らもお世話になっている。湘南戦争の関係者を良く知る人物。

### 暴力団関係
横川たかし（よこかわ たかし）
声 - 松本保典
ヤクザの跡取り息子。構成員からは「若（わか）」と呼ばれている。強面の外見でいかにもな風貌だが、実は高2の17歳の少年。昌美が修理で預かっていたケーニッヒ・ベンツを壊した鬼爆を脅迫し、多額の金を要求した。
実は鬼爆とは同じ中学出身で、鬼爆に因縁をつけて、返り討ちに遭ったことがきっかけでイジメられていた。当時のあだ名は「横チン」で、過去に鬼爆をシメようとして返り討ちに遭った見せしめとして、女子達の前で脱糞させられた写真をネタに、横川の正体に気付いた鬼爆から逆に脅迫される事になった。そして鬼爆の前で再度、脱糞した写真を撮られて過去の写真を返してもらっている。
その後は自ら全ての責任を被り、家を追い出された模様（単行本のキャラクターカタログより）。
普段は高級グラスをかけているが、視力は悪く、度のきついレンズの眼鏡をかけないとはっきり見えない。そのため、ベンツを破壊した犯人が過去にいじめを受けていた鬼爆であった事にも気付かなかった。
栗田（くりた）
志乃美に素敵なオジサマのふりをして近づき、クスリ漬けにして裏ビデオ撮影しようとしたところを英吉に襲撃された。
その後、克幸を拉致し、英吉に侘びを入れさせるためエンコ詰めを要求した。
松岡（まつおか）
演 - 水島新太郎、松山鷹志（Vシネマ）
柏屋の親戚で、栗田の兄貴分。栗田の元にやってきた英吉の真意を見抜いた。
命知らずな英吉を気に入って、英吉と克幸を解放した。

### その他
武沢明（たけざわ あきら）
演 - 三橋貴志（Vシネマ）
平塚韋駄天3代目総長。志乃美をレイプして交際していた。英吉に志乃美をかけてタイマンを申し込んだ。
英吉に敗北後、韋駄天を引退したものの第二次湘南戦争では暴走天使側に付いた韋駄天に睨みを利かせて英吉を救った。
その後、電気屋で働いていたようで近い将来オーストラリアで牧場経営をすることを夢見ている。
葉月ミサトの正体を知る人物。
鎌田薫（かまた かおる）
演 - ゆうたろう（Webドラマ）
鎌田純の弟。女顔である事を悪用して女装し、一人美人局を営んでいた。ケンカは兄・純から教わった。
英吉を罠にかけようとしたが、返り討ちにあい、強い英吉を気に入った。しかし、本気で惚れてしまい、英吉の前だけ女装するという困った癖がついてしまった。周囲の人間は英吉に申し訳なくこの事実を伝えられなかった。
鎌田が渡米してからは登場していない。
WEBドラマでは性同一性障害で学校も女子用の制服で通うなど、葉月ミサトの役回りを兼ねる。
水樹・スミス・夏希（みずき なつき）
演 - 岡田眞善（Vシネマ）
鎌田の幼馴染。愛機はスティード。姉を強姦したグループを刺した後、行方不明になっていたがその間に死神と恐れられる男になっていた。それは英吉を恐怖させるほどである。かつて暴走族・横浜騎兵のメンバーを10人死なせており、当時の生き残りの2人である中垣と真内から恨みを買っていた。
伝説的アマチュアロックバンド「ベベジル」のベーシストであったが不法集会においてメンバーをベースで殴り続けたことがある。
鎌田とは一緒にアメリカへ行ってミュージシャンとして有名になるという夢を持っていた。
横浜騎兵に拉致された鎌田の救援に駆けつけた際に銃撃を受ける。唯一の友達である鎌田の腕の中で息を引き取った。
水樹・スミス・フユカ（みずき）
ナツの姉。友達がいないナツを何かと心配していた。鎌田の初恋の相手。
買い物に出たところを不良米兵に強姦され、その翌日に電車に飛び込み、自殺を遂げた。ナツを殺人衝動に駆らせた原因となった。
ちなみに「フユカ」という名前は墓標にあったもの（名前の漢字は不明）。
中垣（なかがき）
演 - 成田浬（Vシネマ）
ナツ殺害を企てた横浜騎兵の生き残りの一人で真内と行動を共にするオールバックの男。ヤクザとつながりがあり、拳銃を隠し持っていた。口に裂けた傷跡がある。ナツ襲撃時(一年前)はリーゼントだった。
ナツ襲撃の一件で真内以外の仲間を全員失い、自身らを「死神を見た人間」と自称して暴れ回り、横浜の八つの族をたった二人で支配下に収め、横浜ではその名を知らないものはいないほどの存在となった。
かおり
演 - 佐藤藍子（Vシネマ）
仲条・冴島・龍二・克幸を襲い、結果的に湘南に宣戦布告することになる。ナツを逆恨みしており、ナツのベースを人質に命を狙っていた。
鎌田を人質に倉庫街に鬼爆を呼び寄せたが返り討ちにあう事に。鎌田を救出にやってきたナツを拳銃で射殺したが、激怒した英吉によって失神するほどに叩きのめされた。
真内三月（まうち みづき）
演 - 田島好人（Vシネマ）
中垣と共にナツを追う横浜騎兵の生き残り。口に引っかき傷があり、マスクでそれを隠している。
寡黙な性格で、中垣ほど好戦的ではないものの、喧嘩の腕は確かで、中条や龍二の攻撃にも耐える体力を持ち合わせている他、人質を取り相手の攻撃を封じるなど、卑劣な手段も平気で行う。
中垣が拳銃を持っている事を知らず、中垣がナツを射殺した際は動揺した。
ナツが射殺されたことで逆上した鎌田に手も足も出ずに倒された。
菊丸（きくまる）
塚井の中学時代の同級生で塚井とも仲が良かった。その後は西鎌倉商業高校に通っている。
服部（はつとり）
菊丸の先輩で、暴走族「闇皇帝」で10番をはっている。鬼爆をけなしたり、伊藤が「無線タクシー」ということを話して挑発したため、塚井に床屋の看板で殴られ、失神した。
丸口（まるぐち）
塚井と同じく、元江ノ島四天王の一人。塚井が仲条に気に入られていたため、塚井を妬んでいた。その後は、横須賀の暴走族「BLUE ROSE」に入っている。塚井に再会し、喧嘩を仕掛けるが、ラリアットをされた後、頭突きをされ、バットでおもいっきり叩かれて失神した。
向上（こうがみ）
元江ノ島四天王の一人であり、丸口と同じく塚井を妬んでおり、丸口と喧嘩を売った。塚井を押さえつけるものの、後ろ頭突きをされて鼻を骨折した。
極沢うさぎ（きわめざわ）
在学している学校は鎌倉緑陵高校。本作の中でも1,2を争う最強の男。トイレでは「うんこは流さない主義」らしい。ちなみに強力なワキガ。美少女戦士セーラームーンが大好き。両親以外の家族は皆似たような顔をしている。また、彼の名前も含めて兄弟の名前は全員セーラームーン関連の名前である（亜美、レイ、せつななど）。ちなみに極沢家に来る米屋は顔がソックリである。
相方がいなくなって、恐い顔で悩んでいた冴島が、「自分より恐い顔の奴」と組めば自分の恐さが軽減されると考え、セーラームーンのフィギュアを餌に新たなコンビを結成。南野用高と互角に戦えるほどのバケモノであるが、基本的には無害。
火野剣吉（ひの けんきち）
龍二が英吉と知り合う前に舎弟となった男。愛車はCB400SF。
克幸ととにかく仲が悪く、塚井が血尿を出す原因となった。
克幸が森と共に鬼塚親衛隊（ゴブリンズ）を結成したのに対抗し、爆龍隊（ドラゴンファイヤー）を結成。鬼爆が引退する原因の一つとなった。
無断で作った鬼爆のステッカー（存在しない）を金目的で売りさばいた事があり、BLUE ROSEとの接触する機会を作ってしまった。
ジョーイ
「BLUE ROSE」のメンバーで「デッドエンドジャンキー」と呼ばれる男。
幼少の頃から難病を患い、長い入院生活を送っていた。病院から兄の単車で抜け出した際に事故を起こし、「心臓停止状態」になったのをきっかけに痛みを感じない体になってしまう。自分を殺してくれる人間を探しており、龍二を怒らせる為だけに渚を襲ったこともある。タイマンで心臓が止まるまで交互に殴り続ける「シシリアンルーレット」というゲームを得意としている。
かつて自分と同じ病気を背負っていた少女・ヨーコを手にかけてしまった過去があり、彼のトラウマとなっている。
西湘バイパスでのスピードレースで柏屋から借りたモンスターマシンである大型バイクZZR1100ターボを駆り、ZIIに乗る英吉と対決したが、自らの恐怖心に負け、壁に衝突し、海に転落。その際ヨーコの幻から「自分を本当に愛してくれる人」が誰かを諭され、精一杯生きていく事を決心した。
『GTO SHONAN 14DAYS』では、たまり場にしていた酒場から携帯電話を通じて英吉に少女売春の情報を提供している。
柏屋ジュンジ（かしや）
演 - 林茂憲（Vシネマ）
「BLUE ROSE」のリーダーで、神奈川最大の暴力団の跡取り。四代目韋駄天を乗っ取り、自らの配下に加えた。
悪鬼夜行事件の時には仲条の側近として働き、鬼爆の動きを探っていた。そしてジョーイと組んで鬼爆を倒し湘南制覇を狙っていたがジョーイが敗北したため、その野望を諦める。愛車はホンダCB750FインテグラとカワサキZZR1100。
劇中の台詞からかつて真樹京介にバイク勝負を挑んで敗北した様である（阿久津とはこの時に顔見知りになったものと推測される）。また、志乃美に惚れていた節がある。
『GTO SHONAN 14DAYS』では、携帯電話を通して英吉に情報を提供している。
ジョーイの兄
本名不明。ドレッドヘアーにサングラスが特徴。愛車はオレンジブルーバードのR1-Z（TZ仕様）。
死に急ぐ弟を憂いており、英吉に向かって「ジョーイを殺して欲しい」と涙を流しながら土下座して頼んだ。
西湘でのレースでジョーイが海に転落した際は自らも海に飛び込み、無事救助している。
ヨーコ
ジョーイのかつての恋人。ジョーイと同じ難病を患っている。
入院先の病院でジョーイと知り合い、共に病院を抜け出した。2人で生活を続けていくうち、病院から持ち出した薬では抑えられない程に病状が悪化。最期は自ら望んでジョーイによって絞殺された。この事はジョーイの心に深い傷を残している。
水無月沙也（みなづき さや）
演 - 神崎恵（Vシネマ）
レディース「横須賀 炎舞踏」のリーダーである少女。愛車はKH250。
趣味はエロ本を見ながらの一人H。中1から続いている。
ジョーイとの対決に勝った英吉に惹かれ、全国制覇のパートナーとしようとした。
英吉に口説かれているところを志乃美に邪魔され、その際に志乃美を「ババア」呼ばわりし、ナイフ、ビール瓶を持ち出しての殺し合いとなった。
ちなみに仲立ちさせようとした仲条は角材で脳天を殴られた。
葉月ミサト（はづき）
鬼塚が本気で惚れてしまった女性だったが、トランスジェンダーであり身体的には男性だった。かつては韋駄天に所属しており、武沢に惚れていた。勿論、志乃美の事も知っていた。
店では人気があるニューハーフで、高級マンションに住むほどの金持ち。家事も万能（渚を泣いて悔しがらせたほどの腕前）。
諦め半分で英吉に一緒に上京することを持ちかけたが、英吉は駅のホームでミサトを待ち続けた。それに満足し、結局は身を引くことになる。
加藤（かとう）
伊舞奈美樹（いまいな みき）
声 - 國府田マリ子
槍田想奈（やりた あいな）
声 - 麻見順子 / 演 - 黒木ひかり（Webドラマ）
1〜2巻に登場。美人率89％を記録したフェラス女学院の生徒。実は病気持ちであり、数々の男達を性病に至らしめた。「ヤリマン想奈」と呼ぶ人間もいる。
最初は英吉を病気で冒そうとしたが、町田から助けられてから本気で英吉に惚れ、積極的にアタックをかけた。後にスキー場で英吉を拘束し、無理矢理関係を持とうとしたが、英吉に罵倒され自暴自棄に。その後、英吉に説教され身を引くことになった。
しばらくして、龍二が先に童貞を捨てたことを知って自棄になった英吉が電話をかけるが、英吉が名前を言った途端に電話を切った。
OVA版では性病などの設定は大幅に変更され、単に「男好き病」という設定。WEBドラマでは暴力団員を父親に持つシングルマザー。
白百合桃子（しらゆり ももこ）
声 - 冬馬由美
想奈の友人。龍二に惚れ、鮎美をライバル視した。積極的にアタックをかけるも、ついには諦め身を引いた。
町田（まちだ）
声 - 沢木郁也
元高校チャンプのボクサー。拳にメリケンを仕込み、英吉を一時戦意喪失状態に追い込んだ。その後、想奈を無理矢理連れまわしたが、鬼爆の逆襲に遭う。
その後は板金屋で働いている。
みよちゃん<仮名>
かつて南野が問題を起こし被害にあった、憂神学園小学校に通う小学4年生の女生徒。2年前の事件で南野とお医者さんごっこをして被害にあったが、本人は気にしていない様子。後に英吉達に南野に対抗する武器としておこづかい（という名の賄賂）を渡され、英吉達に当時のことをすべて話した上に英吉達に連れられ南野の前に姿を現した。被害にあったためか、劇中では目は黒い横線で隠してある。
西條あきら（さいじょう）
湘南一の進学校に通っており、バスケの天才と言われている。渚に惚れている。性格が良く、さわやかな印象の少年。家はお金持ちだが小遣いが貰えないため、アルバイトをしている。空手を習っていてブロック3~4枚を素手で破壊することができる。渚に好意を伝え、「一緒に東京に行かないか」と誘うが「今が幸せだから」と断られる。その後は、度々大学受験を目指す渚の勉強を見ている。
高杉（たかすぎ）
鎌倉殺戮部隊所属の副長。鎌田にワンパンで倒された。
鮫原（さめはら）
鎌倉殺戮部隊所属。電車の手すりを素手で曲げたり、吊り革を引きちぎッたりできる。
BJ（ビージェイ）
NAVYの格闘教官。
ジェームス

## 書誌情報

### 単行本
- 藤沢とおる 『湘南純愛組！』 講談社〈KCデラックス〉、全31巻
  1. 1991年3月14日発売[4]、ISBN 4-06-313212-9
  2. 1991年4月15日発売[5]、ISBN 4-06-313216-1
  3. 1991年6月12日発売[6]、ISBN 4-06-311685-9
  4. 1991年7月31日発売[7]、ISBN 4-06-311702-2
  5. 1991年11月14日発売[8]、ISBN 4-06-311732-4
  6. 1992年2月12日発売[9]、ISBN 4-06-311755-3
  7. 1992年4月13日発売[10]、ISBN 4-06-311774-X
  8. 1992年7月13日発売[11]、ISBN 4-06-311807-X
  9. 1992年9月10日発売[12]、ISBN 4-06-311824-X
  10. 1992年12月11日発売[13]、ISBN 4-06-311853-3
  11. 1993年2月15日発売[14]、ISBN 4-06-311870-3
  12. 1993年5月11日発売[15]、ISBN 4-06-311902-5
  13. 1993年7月13日発売[16]、ISBN 4-06-311920-3
  14. 1993年9月10日発売[17]、ISBN 4-06-311938-6
  15. 1993年12月13日発売[18]、ISBN 4-06-311957-2
  16. 1994年2月10日発売[19]、ISBN 4-06-311985-8
  17. 1994年5月11日発売[20]、ISBN 4-06-312017-1
  18. 1994年7月12日発売[21]、ISBN 4-06-312033-3
  19. 1994年9月9日発売[22]、ISBN 4-06-312050-3
  20. 1994年12月9日発売[23]、ISBN 4-06-312081-3
  21. 1995年2月14日発売[24]、ISBN 4-06-312102-X
  22. 1995年5月15日発売[25]、ISBN 4-06-312137-2
  23. 1995年7月12日発売[26]、ISBN 4-06-312155-0
  24. 1995年10月9日発売[27]、ISBN 4-06-312186-0
  25. 1995年12月8日発売[28]、ISBN 4-06-312210-7
  26. 1996年2月14日発売[29]、ISBN 4-06-312232-8
  27. 1996年4月15日発売[30]、ISBN 4-06-312257-3
  28. 1996年6月14日発売[31]、ISBN 4-06-312278-6
  29. 1996年8月09日発売[32]、ISBN 4-06-312302-2
  30. 1996年10月15日発売[33]、ISBN 4-06-312328-6
  31. 1996年12月11日発売[34]、ISBN 4-06-312358-8

### 文庫版
- 藤沢とおる 『湘南純愛組！』 講談社〈講談社漫画文庫〉、全15巻
  1. 2005年5月12日発売[35]、ISBN 4-06-360917-0
  2. 2005年5月12日発売[36]、ISBN 4-06-360918-9
  3. 2005年6月10日発売[37]、ISBN 4-06-360935-9
  4. 2005年6月10日発売[38]、ISBN 4-06-360936-7
  5. 2005年7月12日発売[39]、ISBN 4-06-360946-4
  6. 2005年7月12日発売[40]、ISBN 4-06-360947-2
  7. 2005年8月10日発売[41]、ISBN 4-06-360957-X
  8. 2005年8月10日発売[42]、ISBN 4-06-360958-8
  9. 2005年9月9日発売[43]、ISBN 4-06-360967-7
  10. 2005年9月9日発売[44]、ISBN 4-06-360968-5
  11. 2005年10月12日発売[45]、ISBN 4-06-360975-8
  12. 2005年10月12日発売[46]、ISBN 4-06-360976-6
  13. 2005年11月11日発売[47]、ISBN 4-06-360985-5
  14. 2005年11月11日発売[48]、ISBN 4-06-360986-3
  15. 2005年12月9日発売[49]、ISBN 4-06-360989-8

### 廉価版
- 藤沢とおる 『湘南純愛組！』 講談社〈講談社プラチナコミックス〉、全17巻
  1. 「鬼爆コンビに春が来る!?」2009年7月1日発売[50]、ISBN 978-4-06-374435-4
  2. 「イベントで脱・童貞！」2009年7月15日発売[51]、ISBN 978-4-06-374442-2
  3. 「波間の純情物語」2009年8月5日発売[52]、ISBN 978-4-06-374455-2
  4. 「ふられても好きな人」2009年8月19日発売[53]、ISBN 978-4-06-374468-2
  5. 「“上等”のオトシマエ」2009年9月2日発売[54]、ISBN 978-4-06-374479-8
  6. 「“本物”の男を探せ！」2009年9月16日発売[55]、ISBN 978-4-06-374484-2
  7. 「悪夢再び“湘南戦争”!!」2009年10月7日発売[56]、ISBN 978-4-06-374493-4
  8. 「伝説の“遺産”」2009年10月21日発売[57]、ISBN 978-4-06-374499-6
  9. 「死神の亡霊」2009年11月4日発売[58]、ISBN 978-4-06-374509-2
  10. 「湘南×横浜 全面戦争」2009年11月18日発売[59]、ISBN 978-4-06-374514-6
  11. 「湘南悪鬼夜行伝説」2009年12月2日発売[60]、ISBN 978-4-06-374524-5
  12. 「湘南のハンパじゃねールール」2009年12月16日発売[61]、ISBN 978-4-06-374529-0
  13. 「死線の陶酔者、現る!!」2010年1月6日発売[62]、ISBN 978-4-06-374541-2
  14. 「揺れて湘南、ガキ心」2010年1月20日発売[63]、ISBN 978-4-06-374549-8
  15. 「夢の女にテイクオフ！」2010年2月3日発売[64]、ISBN 978-4-06-374558-0
  16. 「紫のケンメリ女教師参上！」2010年2月17日発売[65]、ISBN 978-4-06-374564-1
  17. 「さよなら鬼爆！ 最後の祭り」2010年3月3日発売[66]、ISBN 978-4-06-374576-4

## OVA
1994年から1997年まで5巻発売された。

### スタッフ（OVA）
- 原作 - 藤沢とおる
- 監督 - 箕ノ口克己（2）、鈴木行（3）、関田修（5）
- 脚本 - 南部英夫
- キャラクターデザイン - 須藤昌朋（1）、広田正志（2）、千羽由利子（2）、佐藤和巳（2）、三ッ井洋一（3）、和田崇（4、5）
- 作画監督 - 高鉾誠（1）、広田正志（2）、三ッ井洋一（3）、和田崇（4、5）、梶谷光春（メカ（5））
- 絵コンテ - 竹之内和久（1、4）、広田正志（2）、土蛇我現（2）、栗本宏志（3）、関田修（5）
- 演出 - 赤根和樹（1）、佐藤育郎（1）、日下直義（2）、栗本宏志（3）、山口武志（4）
- 美術監督 - 宮前光春（1）、本田修（2、3）、廣瀬義憲（4、5）
- 撮影監督 - 沖野雅英（1）、橋本和典（2）、安津畑隆（3）、中出三記夫（4）、黒澤豊（5）
- 音楽 - 佐伯真魚（1）、ノノヤママナコ（2）
- 音響監督 - 早瀬博雪（1）、田中英行（2から）
- プロデューサー - 瀬島光雄
- 制作 - ライフワーク（1）、J.C.STAFF（2から）
- 製作 - 日本映像

## オリジナルビデオ
1995年、OVA版と同じく日本映像の製作で、実写版が公開された。1.2.3はフィルム撮影。4.5はビデオ撮影。
- 湘南純愛組!
- 湘南純愛組!2
- 湘南純愛組!3
- 湘南純愛組!4 地獄の暴走天使
- 湘南純愛組!5 鬼爆よ永遠に

オールスタッフ
- 脚本：広瀬襄（1）、大川俊道（2-5）
- 監督：南部英夫（1-3）、松井昇（4.5）
- 音楽：義野裕明（1-3）
- 殺陣：深作覚（1.3）、阿部光男（2）、辻井啓伺（4.5）
- 技術協力（4.5）・ポスプロ：映広
- 現像・テレシネ（1-3）：東京現像所
- プロデューサー：瀬島光雄
- 制作協力：松竹テレビ部
- 製作：日本映像
- 発売：徳間ジャパンコミュニケーションズ

## ソーシャルゲーム
2013年に、gumiおよびGREEによるソーシャルゲーム『GTO×湘南純愛組!-フルスロットル-』がGREEにてサービス提供された。フィーチャーフォンとスマートフォンにリリースされたが、2013年9月10日15時をもって配信終了した。

## 配信ドラマ
2020年2月28日から、Amazonプライム・ビデオのオリジナル作品として全8話が一挙配信された。寛一郎と金子大地のダブル主演。原作の1990年代の雰囲気を出すことにこだわり、当時のバイクや衣装などが完全に再現された。

### キャスト
- 鬼塚英吉 - 寛一郎
- 弾間龍二 - 金子大地
- 村越鮎美 - 柳ゆり菜[70]
- 出雲真理子 - 吉田志織
- 長瀬渚 / 夜叉 - 山谷花純
- 藤崎志乃美 - 森田望智[70]
- 冴島俊行 - 奥野瑛太
- 鎌田純 - 伊島空
- 阿部寛 - 高木勝也
- 塚井強 - 三村和敬
- 走真 - 前原瑞樹
- 伊藤唯 - 小野花梨
- 津本克之 - 高尾悠希
- 鎌田薫 - ゆうたろう
- 槍田想奈 - 黒木ひかり
- 神堂寺郁也 - 水石亜飛夢[70]
- 阿久津淳也 - 吉村界人
- 神島俊生 - 東啓介
- 田村亜希光 - 松井薫平

#### ゲスト
第1話
- 南野陽子
- 般若

第2話
- 辻堂高校校長 - 井田國彦（第7話）
- 南野用高 - 真壁刀義

第4話
- 佐藤昌実 - 山崎裕太（第7話、第8話）

第7話
- 井上研二 - 吉田栄作
- 江夏 - 岡田義徳（第8話）
- 真樹京介 - 大東駿介（第8話）

### スタッフ（配信ドラマ）
- 原作 - 藤沢とおる『湘南純愛組!』（講談社コミックス）
- 脚本 - 内田英治、加藤法子、李奈媛、野村伸一
- 総監督 - 内田英治
- 監督 - 内田英治（第1・4・6・7・8話）、鈴村展弘（第5話）、松本優作（第2・3話）
- 音楽 - 遠藤浩二
- オープニング曲 - T-BOLAN『俺たちのストーリー』[71]
- 主題歌 - T-BOLAN『My life is My way 2020』[71]
- 挿入歌 - T-BOLAN『離したくはない』、『じれったい愛』、『おさえきれないこの気持ち』、『すれ違いの純情』、『刹那さを消せやしない』、『傷だらけを抱きしめて』、『わがままに抱き合えたなら』[71]、反町隆史『POISON 〜言いたい事も言えないこんな世の中は〜』[70]
- 製作 -  石井紹良、岡田美穂
- チーフプロデューサー - 千葉善紀、中村優子、小寺健太、金谷卓也
- プロデューサー - 森谷雄、森本友里恵
- 撮影 - 伊藤麻樹
- 編集 - 難波智佳子
- 制作プロダクション - アットムービー